# Contea di Nevada (California)
La contea di Nevada, in inglese Nevada County, è una contea dello Stato della California, negli Stati Uniti. La popolazione al censimento del 2000 era di 92 033 abitanti. Il capoluogo di contea è Nevada City.

## Geografia fisica
La contea si trova sulla Sierra Nevada, nel nord-est dello Stato, al confine con il Nevada. L'ufficio del censimento degli Stati Uniti certifica che l'estensione della contea è di 2524 km², di cui 2480 km² composti da terra e i rimanenti 44 km² composti di acqua. Si estende a ovest dalla valle del Sacramento fino al confine con il Nevada a est. Nella zona occidentale scorrono diversi fiumi. Il lago Donner si trova nel sud-est della contea.

### Contee confinanti
- Contea di Sierra - nord
- Contea di Washoe (Nevada) - est
- Contea di Placer - sud
- Contea di Yuba - ovest

## Storia
La contea venne costituita nel 1851 da parte del territorio della contea di Yuba. Fu chiamata come la cittadina mineraria Nevada City, nome che a sua volta deriva da Sierra Nevada; nevada in spagnolo significa "innevata".

## Comuni
La contea conta 2 cities, Grass Valley e Nevada City, il capoluogo, e una town, Truckee.

### Census-designated places
- Alta Sierra
- Floriston
- Graniteville
- Kingvale
- Lake Wildwood
- Lake of the Pines
- North San Juan
- Penn Valley
- Rough and Ready
- Soda Springs
- Washington

## Infrastrutture e trasporti

### Principali strade ed autostrade
- Interstate 80
- California State Route 20
- California State Route 49
- California State Route 89
- California State Route 174